# Günter Vojta
Günter Vojta (* 23. Oktober 1928 in Bautzen; † 24. Oktober 2021 in Dresden) war ein deutscher theoretischer Physiker.

## Leben
Vojta besuchte die Volksschule und die Oberschule in Kamenz, wurde 1944 als Luftwaffenhelfer eingezogen und war nach Ende des Zweiten Weltkrieges zunächst als Bauhilfsarbeiter tätig, bevor er 1948 die Oberschule in Kamenz mit dem Abitur abschließen konnte. Nach einer kurzen Tätigkeit als Neulehrer studierte er ab 1948 Physik an der Universität Leipzig. Nach Abschluss des Studiums im Jahr 1954 war er bis 1958 wissenschaftlicher Assistent an der Universität Leipzig und anschließend bis 1960 Abteilungsleiter am Institut für Physikalische Stofftrennung Leipzig der damaligen Deutschen Akademie der Wissenschaften zu Berlin (AdW) sowie Lehrbeauftragter an der Universität Leipzig. 1957 wurde er dort mit der Arbeit Eine Theorie der Sättigung bei der magnetischen Kernresonanz promoviert. Gutachter der Dissertation waren Bernhard Kockel und Artur Lösche. Nach seiner Habilitation 1960 war er von 1961 bis 1970 Leiter der Arbeitsstelle für Statistische Physik am Zentralinstitut für Isotopen- und Strahlenforschung der AdW. Zudem war er von 1962 bis 1970 Honorarprofessor für theoretische Physik an der Universität Leipzig. 1970 wurde er Bereichsdirektor am Zentralinstitut für Festkörperphysik und Werkstoffforschung in Dresden sowie Honorarprofessor an der Technischen Universität Dresden. Seit 1984 bis zu seiner Emeritierung 1993 war er ordentlicher Professor für theoretische Physik an der Universität Leipzig. Zu seinen Schülern gehörte Reinhold Haberlandt.
Vojta arbeitete speziell auf dem Gebiet der statistischen Physik und der Anwendung von deren Methoden in der Festkörper- und Plasmaphysik sowie in der physikalischen und theoretischen Chemie. Außerdem publizierte er Arbeiten zur Thermodynamik irreversibler Prozesse.
1970 wurde er korrespondierendes und 1975 ordentliches Mitglied der Akademie der Wissenschaften der DDR. 1986 wurde er zum Mitglied der Leopoldina gewählt. Von 1993 bis 2011 war er Mitglied der Leibniz-Sozietät.

## Schriften (Auswahl)
- G. Vojta: Zur statistischen Thermodynamik von idealen Gasen mit isotopensubstituierten Molekülen. In: Zeitschrift für physikalische Chemie. Band 217, Nr. 5/6, 1961, S. 337–352, doi:10.1515/zpch-1961-21725.
- G. Vojta: Berechnung der Schwingungszustandssumme entarteter anharmonischer Oszillatoren mit Hilfe der Mellinschen Intergraltransformation. In: Annalen der Physik. Band 462, Nr. 7–8, 1961, S. 397–402, doi:10.1002/andp.19614620707.
- F. Goedsche, R. Richter, G. Vojta: Force-force correlation function approach to the electrical resistivity of disordered transition metal alloys. In: Physica Status Solidi. Band 91, Nr. 2, 1979, S. 581–591, doi:10.1002/pssb.2220910224.
- Herbert Spindler, Günter Vojta: Fraktale in der physikalischen Chemie. In: Zeitschrift für Chemie. Band 28, Nr. 12, 1988, S. 421–427, doi:10.1002/zfch.19880281202.
- Jörg Kärger, Harry Pfeifer, Günter Vojta: Time correlation during anomalous diffusion in fractal systems and signal attenuation in NMR field-gradient spectroscopy. In: Physical Review A. Band 37, Nr. 11, 1988, S. 4514–4517, doi:10.1103/PhysRevA.37.4514.
- Günter Vojta, Matthias Vojta: Teubner-Taschenbuch der statistischen Physik. B. G. Teubner, Stuttgart, Leipzig 2000, ISBN 978-3-322-80010-7, S. XIII, 508.